# Morgan Hentz
Morgan Hentz, född 27 juli 1998 i Fort Thomas, USA, är en volleybollspelare (libero). Hon debuterade i USA:s landslag i maj 2022 och var med i laget som nådde semifinal vid VM 2022. Hon spelade med Stanford Universitys lag Stanford Cardinal 2016-2020. Därefter flyttade hon till Tyskland för spel med Dresdner SC 2020/2021. Hon återvände sedan till USA för spel i Athletes Unlimited, där hon utsågs till bästa libero under Athletes Unlimited 2022. Hon har senare spelat med Atlanta Vibe.